# Халлер, Бела
Бела Халлер (нем. Béla Haller; 1858 или 1859, Кристуру-Секуеск, Трансильвания, Королевство Румыния — 21 июля 1914, Гейдельберг, Баден, Германская империя) — венгерский зоолог.  Приват-доцент Гейдельбергского университета (с 1896 года); в научных работах проведены исследования анатомии позвоночных и моллюсков.

## Биография
Родился в 1859 году (по другим источникам — в 1858 году) в Трансильвании, изучал естественные науки в Гейдельберге и Вене, где в 1882 году получил степень доктора, с 1896 года — приват-доцент в Гейдельберге. Научные исследования Халлера касались преимущественно анатомии моллюсков и позвоночных.

## Публикации
- «Zur Kenntnis der Muriciden» («Denkschr. Wiener Akad.», 1882);
- «Die Organisation der Chitonen der Adria» («Arb. a. d. zool. Inst. Wien», 1882—83);
- «Untersuchungen über marine Rhipidoglossen» («Morph. Jahb.», 1882, 1884);
- «Beiträge zur Kenntnis der Niere der Prosobranchier» (там же, 1884);
- «Die Morphologie der Prosobranchier» (4 ч., там же, 1887, 1889 и 1892);
- «Beiträge zur Kenntnis der Placophoren» (там же, 1894);
- «Studien über docoglosse und rhipidoglosse Prosobranchier» (Лпц., 1891);
- «Beitrag zur Kenntnis der Morphologie von Nautilus» («Semon’s Forschungsreisen», т. V, Йена, 1895);
- «Untersuchungen über das Rückenmark der Teleosteer» («Morph. Jhb.», 1895);
- «Vom Bau des Wirbelthiergehirns» (3 ч., там же, 1898—1899);
- «Ueber die Urniere von Acanthias» (там же, 1901).